# Das Sanatorium zur Todesanzeige
Das Sanatorium zur Todesanzeige (polnischer Originaltitel: Sanatorium pod klepsydrą) ist ein polnischer Spielfilm aus dem Jahr 1973. Regie führte Wojciech Has, der ebenfalls als Drehbuchautor fungierte. Erzählt wird die Geschichte von Józef, der seinen sterbenden Vater in einem geheimnisvollen Pflegeheim besuchen möchte. Was folgt, ist eine Aneinanderreihung von surrealen Ereignissen, welche durch persönliche Erinnerungen und Träume von Józef geprägt sind. Der Film basiert auf dem Buch Das Sanatorium zur Sanduhr des polnischen Autors Bruno Schulz. Der Film gewann bei den Internationalen Filmfestspielen von Cannes 1973 den Preis der Jury.

## Inhalt
Józef, dessen Vater in einem Sanatorium liegt, macht sich mit der Eisenbahn auf den langen Weg dorthin in der Hoffnung, den Schwerkranken noch lebend anzutreffen. Die Welt, durch welche er reist, erscheint traumartig und unwirklich. Der Zug stoppt und ein Lokführer fordert ihn auf, den Zug zu verlassen. Als Józef das Sanatorium erreicht, findet er dieses in einem heruntergekommenen Zustand wieder und es scheint so, als würde sich niemand um die Patienten des Sanatoriums kümmern. Um sich über den Zustand seines Vaters zu informieren, spricht Józef mit einem Arzt. Dieser teilt Józef mit, dass sein Vater hier im Sanatorium noch lebe, aber da man die Zeit im Sanatorium zurückgestellt habe, sei der Tod, der seinen Vater in der Heimat bereits ereilt habe, hier noch nicht eingetreten. Schon bald wird Józef bewusst, dass sich die Zeit im Sanatorium nicht normal verhält. Es scheint so, als würde das Pflegeheim auf einer anderen Zeitebene liegen, auf welcher Józef dazu in der Lage ist, zurück in seine Kindheit zu reisen.
Eine zufällige Folge phantastischer Ereignisse, grotesker Szenerien und abenteuerlicher Verwandlungen erzählt von verschiedenen Episoden aus Józefs Kindheit. Geschildert wird unter anderem das Verhältnis zu seinem exzentrischen Vater, der zusammen mit Vögeln auf dem Dachboden des Familienhauses lebt. Trotz der erwachsenen Erscheinung Józefs verhält er sich kindisch und verspielt. Personen aus Józefs Umfeld, darunter seine Eltern, behandeln ihn als Kind. Er ist mit einem Jungen namens Rodolf befreundet, der ein antikes Briefmarkenalbum besitzt. Die Namen auf den Briefmarken lösen in Józef eine Welle von Assoziationen und Lust auf Abenteuer aus, doch kurz darauf wird Józef von einer mysteriösen Einheit von Soldaten festgenommen, da seine Träume in höheren Kreisen als unangemessen angesehen wurden. Józef wundert sich: Wie passt das zusammen? Schuld, so glaubt er, sei „der rasche, von niemandem überwachte Zerfall der Zeit“. War es nicht verwerflich, die Zeit so zu manipulieren, wie es hier geschah?
Die privaten Erinnerungen und Träume Józefs verknüpfen sich mit dem gesellschaftlichen Bild Polens nach dem
Ersten Weltkrieg, reflektieren die Ereignisse des Holocaust und berichten über den Zustand Polens nach dem Zweiten Weltkrieg.

## Kritik
„Ein phantastisch-poetischer Film nach Texten des Schriftstellers Bruno Schulz, voller Symbolik und atmosphärisch dicht erzählt.“

## Produktion
Das Sanatorium zur Todesanzeige ist nicht ausschließlich eine Adaption des Romans Das Sanatorium zur Sanduhr, sondern basiert auch auf anderen Werken des Autors Bruno Schulz. In einem Interview sprach Wojciech Has über Schulz: „Die Bücher von Schulz begleiten mich schon seit meiner frühen Jugend. Seine Werke hatten großen Einfluss auf meine Arbeit als Regisseur. Dies ist der Grund, weshalb die Verfilmung von Das Sanatorium zur Sanduhr so wichtig für mich war. Mein Ziel war es jedoch nicht eine wortgetreue Adaption des Buches vorzunehmen, sondern der poetischen Arbeit von Schulz gerecht zu werden: Ihrer Poesie und Atmosphäre, ihren Farben und Formen.“ Produziert wurde der Film von Zespół Filmowy Silesia. Die Dreharbeiten fanden bei den Wytwórnia Filmów Fabularnych Filmstudios in Łódź statt.

## Veröffentlichung
Nach Beendung der Dreharbeiten wurde eine Veröffentlichung des Filmes von den polnischen Behörden, aufgrund regimekritischen Inhalten, zurückgehalten. Gegen die polnischen Behörden wurde der Film bei den Internationalen Filmfestspielen von Cannes im Jahr 1973 aufgeführt. Die Cannes Jury, unter der Leitung von Ingrid Bergman, zeichnete den Film mit dem Preis der Jury aus. Erst am 11. Dezember 1973 hatte der Film seine Premiere in Polen. Im Rahmen von Martin Scorsese Presents: Masterpieces of Polish Cinema, wurde der Film zusammen mit 20 weiteren polnischen Filmklassikern restauriert.